# Look Who's Talking Now
Look Who's Talking Now (br: Olha Quem Está Falando Agora – pt: Olha Quem Fala Agora!) é o terceiro e último capítulo da série de filmes que começou com Look Who's Talking em 1989. Lançado em 1993, o filme encontra John Travolta e Kirstie Alley reprisando seus papéis como James e Mollie Ubriacco, respectivamente, e introdução dos recentes membros da família para o filme.
David Gallagher e Tabitha Lupien retratam os filhos do casal, Mikey e Julie, respectivamente. Ao contrário dos filmes anteriores, não apresentam as dublagens de  Bruce Willis, Roseanne Barr, ou Joan Rivers como monólogos interiores das crianças; em vez disso, Danny DeVito e Diane Keaton fornecem a dublagem para cães recém-adquiridos do casal, Rocks e Daphne, respectivamente, e o filme se concentra mais sobre a vida dos animais de estimação da família.
Lysette Anthony e Olympia Dukakis também estrelam o filme. George Segal e Charles Barkley fazem participações especiais.

## Sinopse
Perto do Natal Mollie Ubriacco (Kirstie Alley) é despedida, mas em compensação James Ubriacco (John Travolta) consegue emprego como piloto do avião particular de Samantha D’Bonne (Lysette Anthony), uma empresária muito rica que também está interessada em James, que sem desconfiar trabalha em dobro para impressioná-la. Paralelamente os Ubriacco adotam dois cachorros: o primeiro é Rocks(Danny DeVito), uma cão de rua que estava prestes a ser sacrificado, e o outro é Daphne(Diane Keaton), uma poodle esnobe, que foi dada de presente por Samantha. Esta por sua vez fez um plano para ficar sozinha com James na véspera de Natal em uma cabana nas montanhas, onde pretende seduzi-lo.

## Elenco
- John Travolta - James Ubriacco
- Kirstie Alley - Mollie Ubriacco
- David Gallagher - Michael "Mikey" Ubriacco
- Tabitha Lupien - Julie Ubriacco
- Lysette Anthony - Samantha
- George Segal - Albert
- Olympia Dukakis - Rosie
- Charles Barkley como ele mesmo

### Vozes
- Danny DeVito - Rocks
- Diane Keaton - Daphne
- vozes cão/lobo
  - Bob Bergen
  - Peter Iacangelo
  - Nick Jameson
  - Patricia Parris
  - Pat Pinney
  - Rodney Saulsberry
  - Jeff Winkless

## Produção
Ao contrário dos filmes anteriores, as crianças já não têm dublagens de seus pensamentos, uma vez que já estão com idade suficiente para falar por si. Danny DeVito e Diane Keaton retratar animais de estimação da família Ubriacco. Isso também marcou as estreias de filmes de Tabitha Lupien, e David Gallagher, mais conhecido por seu papel mais tarde, como Simon Camden em 7th Heaven.
George Segal que interpretou Albert, do primeiro filme antagonista e é o pai biológico de Mikey, reaparece brevemente.
Charles Barkley faz uma aparição como a si mesmo. Don Rickles faz a voz de um lobo.
Twink Caplan, que interpretou a melhor amiga de Mollie, Rona, nos dois filmes anteriores, não aparece no filme, nem foi mencionada. Também Elias Koteas, que interpretou o irmão de Mollie, Stuart, no segundo filme também não aparece nem era mencionado. Ambos Caplan e Koteas se recusaram a voltar para o terceiro filme.
Cantor francês Jordy realiza, junto com tanto David Gallagher e Tabitha Lupien, entre outros filhos, em um vídeo especial de música para o filme, intitulado It's Christmas C'est Noel para o álbum de Natal Potion magique.

## Recepção
O filme recebeu críticas extremamente negativas após seu lançamento. O filme foi também uma bomba nas bilheterias só ganhando mais de US$10 milhões, tornando-a menor bilheteria da série. No site Rotten Tomatoes, Look Who's Talking Now tem um índice de aprovação de 0%. Entre os principais problemas da sequência foram a falta de originalidade, o tratamento brando dos filhos e seu término exagerado.